# Hombre del saco

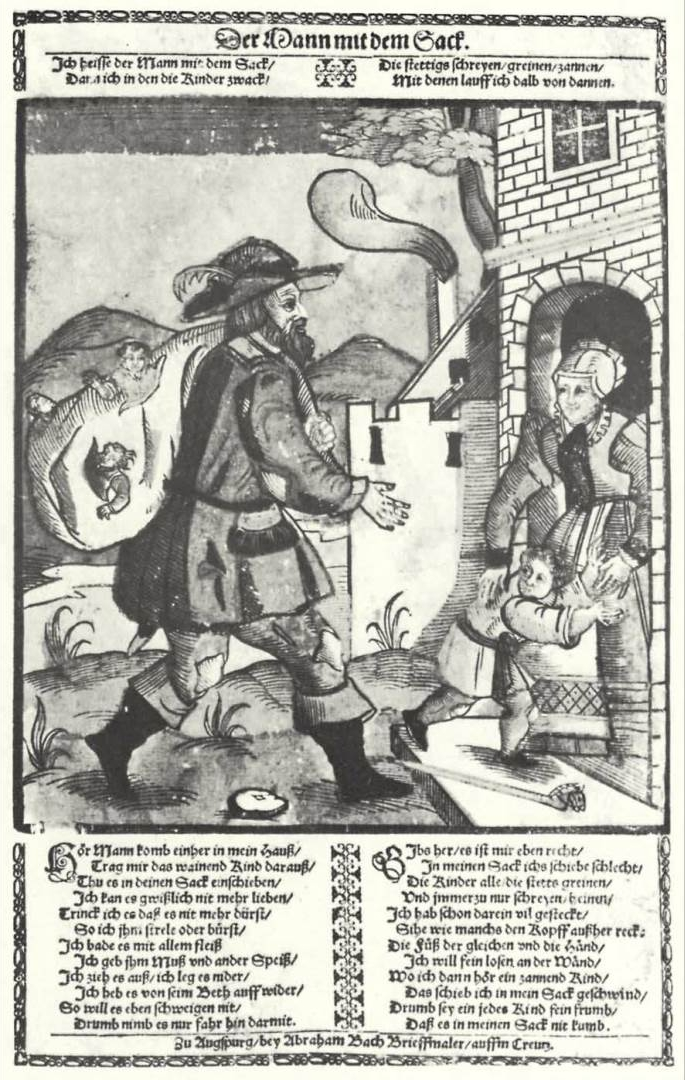
Representación del hombre del saco (s. XVI).

El hombre del saco (también llamado: el viejo del saco, el viejo del costal, el hombre de la bolsa o el viejo de la bolsa) es un personaje infantil. Se le suele representar como un hombre que vaga por las calles cuando ya ha anochecido en busca de niños extraviados para llevárselos metidos en un gran saco a un lugar desconocido. Este personaje es caracterizado como un asustador de niños, y se utiliza como argumento para asustar a los niños y obligarlos a que regresen a casa a una hora temprana o para inducir a que los niños obedezcan a todo lo que ordenen sus padres y sus mayores y se comporten de buena manera y de una manera correcta. Es similar al coco y al sacamantecas.

## Historia
La figura imaginaria del Hombre del saco tiene su correlato real en numerosos criminales conocidos por secuestrar y matar niños. En algunos de ellos se ha querido ver el origen del personaje, aunque en realidad este no se basa en ningún suceso en particular (aunque puede verse «confirmado» por todos ellos).

### En la cultura y otros medios
Un juego del mismo nombre (El hombre del saco) existe desde el siglo XVII o XVIII.

### El crimen de Gádor
En junio de 1911 se cometió un crimen brutal en Gádor, en la provincia de Almería. Francisco Ortega, el Moruno, acude a Agustina Rodríguez y a Francisco Leona para curarse de la enfermedad que padecía, tuberculosis. El último le ofrece la ingesta de sangre de un niño para curarse. Diseñan un plan para secuestrar a un niño. Para ello llaman a Julio Hernández, hijo de Agustina, que se le conocía como "Tío del saco".
Tras un intento fallido, consigue atrapar y meter en un saco a Bernardo Gómez Parra, un niño de siete años de edad. 

Le hicieron una incisión en la axila al niño para que saliera la sangre, para que así la pudiera beber el Moruno. Finalmente, le aplastaron la cabeza con una piedra para que muriera y poder sacarle la grasa para que Francisco se la aplicara en el pecho al enfermo para curarse. 